# نيكولاس ريفيس
نيكولاس ريفيس (بالإنجليزية: Nicholas Reeves)‏ هو عالم آثار بريطاني، ولد في 28 سبتمبر 1956.

## وصلات خارجية
- الموقع الرسمي
- نيكولاس ريفيس على موقع IMDb (الإنجليزية)